# Ani Lorak

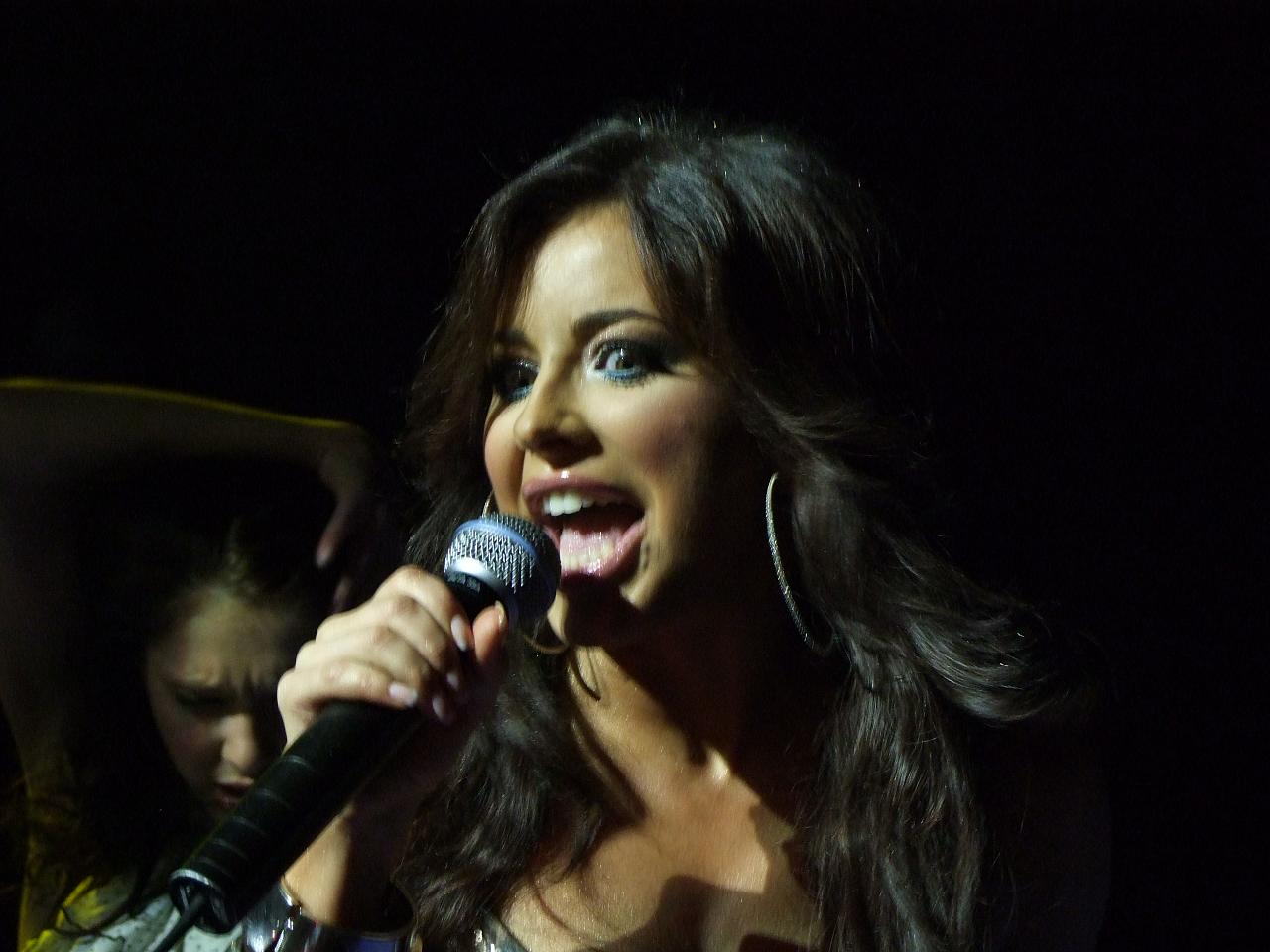
Ani Lorak

Carolina Myroslavivna Kuiek (em ucraniano, Кароліна Мирославівна Куєк; Kitsman, Óblast de Chernivtsi, 27 de setembro de 1978), conhecida artisticamente como Ani Lorak (em ucraniano, Ані Лорак), é uma popular cantora ucraniana.
Após varias tentativas, representou a Ucrânia no Festival Eurovisão da Canção 2008 com o tema Shady Lady finalizando em segunda posição na final, após ganhar a segunda semifinal.

## Biografia
Carolina mostrou seu desejo de ser cantora aos quatro anos. Atuou em vários concursos da escola, e em 1992 ganhou o concurso "Pervpysvotsvit". Com 14 anos assinou seu primeiro contrato profissional.
Carolina colocou o nome artístico de Ani Lorak em 1995 e participou no concurso de televisão "Morning Star" em Moscou, Rússia. A mudança do nome ocorreu porque no concurso participava uma cantora russa que tinha o nome igual.
Ani Lorak se mudou para Kiev em 1995. Durante esse tempo seu nome se tornou famoso nos shows ucranianos. Ani Lorak se tornou famosa depois de ganhar o "Big Apple Music 1996 Competition" em Nova York, EUA. Foi "revelação do ano" no famoso festival ucraniano "Tavria Games" em 1996. Esse ano lançou seu primeiro álbum "I want to Fly" (quero voar). 1997 foi o ano de trabalho mais duro para Ani, quando continuou gravando novas canções. Seus dois vídeos "The Model" e "My God" foram gravados e depois foram trilha sonora do filme "The Right to Choose". 
Na primavera de 1998 foi feito seu novo vídeo "I will be back". Em dezembro foi lançado seu segundo álbum, "I will be back", que foi masterizado em Nova York. Simultaneamente se gravaram seus dois vídeos musicais "O my love" e "A Stranger's City".
Em 1999 começou uma extensa turnê, atuando nos EUA, França, Alemanha e Hungria, e seus concertos tiveram lugar em todas as grandes cidades da Ucrânia. Nesse ano recebeu o título de Artista Honorária da Ucrânia (Zasluzhena Artystka Ukrainy).
Na primavera de 2000 Ani gravou o anúncio do chocolate "Korona" no estúdio londrino "Astoria". A cantora conheceu ali aos mundialmente famosos compositores britânicos Burrie Guard e Josh Phillips. Desde então, Ani gravou em Londres novas canções só de músicas europeias.
Em 2004 Ani Lorak foi embaixadora das Nações Unidas na Ucrânia sobre VIH/SIDA. Ani Lorak ajudou as Nações Unidas nas suas atividades neste tema e convocou a todos seus fans a fazer o mesmo.

## Álbuns
| Título              | Tradução             | Ano  |
| ------------------- | -------------------- | ---- |
| Солнце              | Sol                  | 2009 |
| 15                  | –                    | 2007 |
| Розкажи...          | Diga-me...           | 2006 |
| Smile               | Sorria               | 2005 |
| Ані Лорак           | Ani Lorak            | 2004 |
| REMIX Мрій про мене | REMIX Sonhe comigo   | 2003 |
| Там, де ти є...     | Lá, onde tu estás... | 2001 |
| www.anilorak.com    | –                    | 2000 |
| Ангел Мрій Моїх     | Anjo dos meus sonhos | 1999 |
| Я вернусь           | Eu retornarei        | 1998 |
| Хочу летать         | Eu quero voar        | 1996 |

## References
1. ↑  Canções de Ani Lorak